# Ewood Park

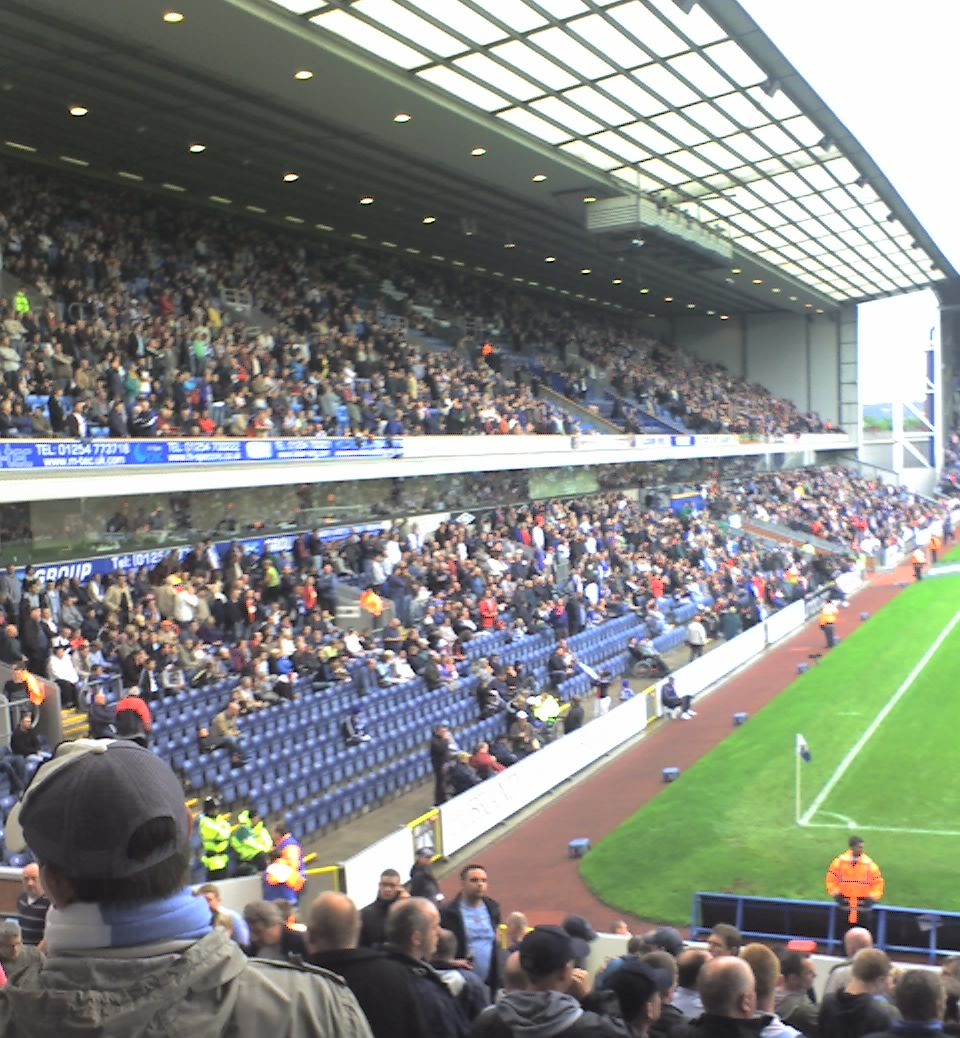
Jack Walker Stand på Ewood Park.

Ewood Park är en fotbollsarena i Blackburn i Lancashire i England. Arenan invigdes 1882 och är hemmaarena för Blackburn Rovers.
Ewood Park har plats för 31 367 åskådare. De fyra olika delarna av arenan heter Darwen End, Riverside Stand, Blackburn End och Jack Walker Stand.
Publikrekordet kom i en FA-cupmatch mot Bolton Wanderers den 2 mars 1929 då 62 522 personer sökte sig till arenan.
Ewood Park var finalarena för Europamästerskapet i fotboll för damer 2005 och användes också under gruppspelet i samma turnering.